# Église San Paolo Maggiore de Bologne
Église San Paolo Maggiore, ou encore  San Paolo Decollato, est une basilique catholique romaine de style baroque située sur la Via Carbonari #18 à Bologne en Émilie-Romagne, en Italie.

## Histoire
Entre 1606 et 1611, l'église est commandée à l'architecte Ambrogio Magenta ou Mazenta  par les Barnabites également connus sous le nom de Clercs Réguliers de Saint-Paul. Ils ont nommé cette église Maggiore pour la distinguer des deux autres églises San Paolo de Bologne. Entre 1634 et 1636, la façade est construite selon les plans d'Ercole Fichi . La façade, en brique et en pierre, présente des statues de Saint Pierre et de Saint Paul, respectivement de Domenico Maria Mirandola et de G. Cruventi .
Pendant la période napoléonienne, l'église est fermée. En 1819, les Barnabites sont supprimés et l'église devient église paroissiale . Fermée à nouveau, elle est reconsacrée en 1878. En 1959, elle est restituée aux Barnabites et, deux ans plus tard, élevée au rang de basilique mineure par le pape Jean XXIII.

## Intérieur
À l'intérieur, les voûtes sont décorées de fresques représentant des scènes de Saint Paul dans l'Aréopage d'Athènes par Antonio et Giuseppe Rolli. La coupole, l'abside, la sacristie et les deux chapelles du transept sont décorées de fresques en quadratura par Pietro Farina et de figures par Giuseppe Antonio Caccioli.

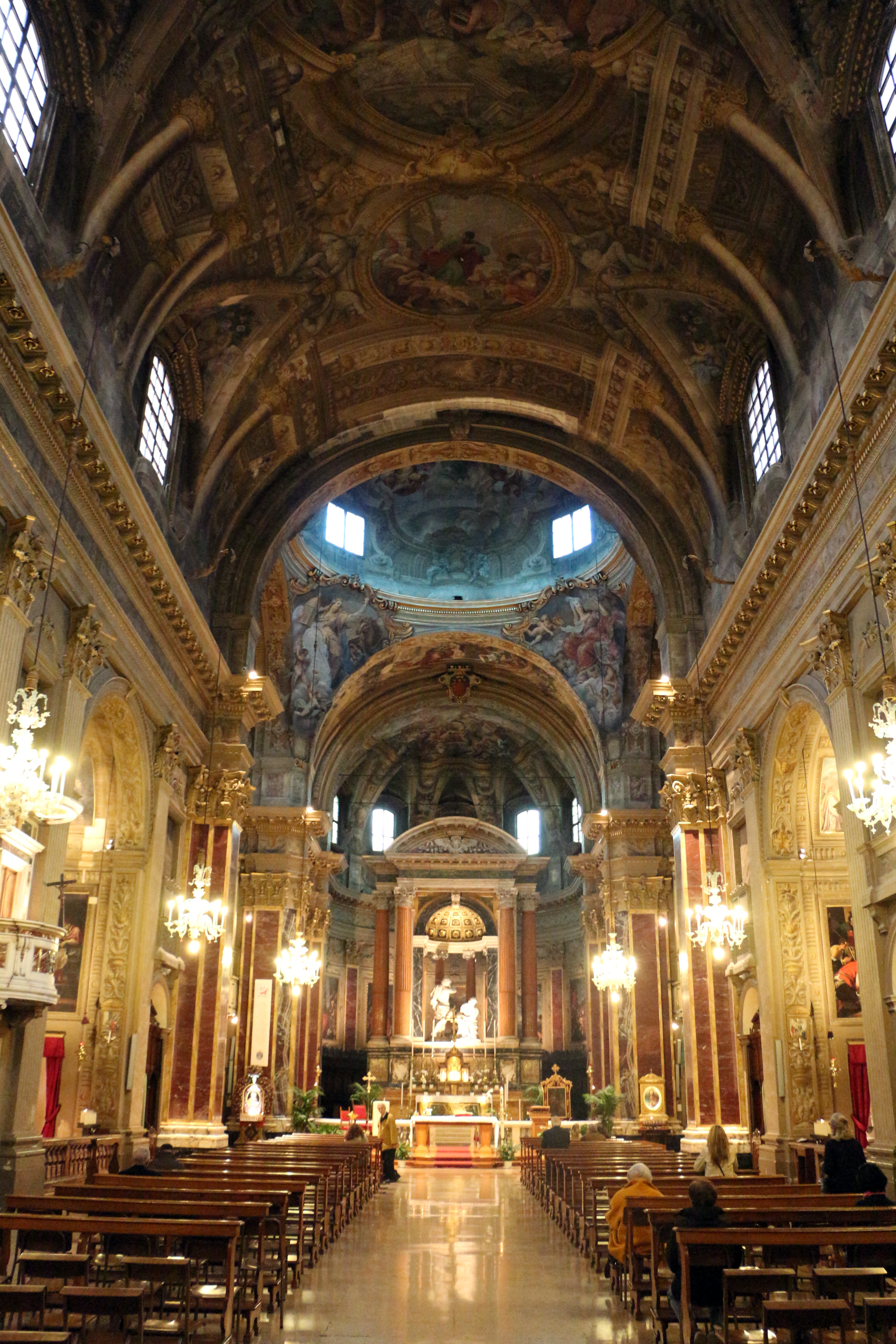
Nef vers l'autel principal.

L'autel principal (1643-1650) présente un groupe sculptural en marbre, la Décapitation de saint Paul par Alessandro Algardi. Algardi a également réalisé les plaques de bronze de l'autel. Le cadre architectural de l'autel, sorte de baldaquin, comporte des colonnes corinthiennes et un portique en saillie d'après une conception attribuée à l'architecte Francesco Borromini,.
Les autels de l'église conservent des chefs-d'œuvre du Guerchin et de Giuseppe Maria Crespi.
- Dans la deuxième chapelle se trouve une toile représentant le Paradis de Lodovico Carracci[9].
- Dans la troisième chapelle se trouvent une Nativité et une Adoration des Mages de Giacomo Cavedoni, avec au plafond une Fuite en Égypte, la Circoncision et Jésus parmi les Docteurs.
- La quatrième chapelle possède un tableau de Saint Grégoire montrant Dieu le Père aux âmes du Purgatoire par Guerchin.
- Les stalles du chœur en bois sont  décorées de gravures.
- La huitième chapelle abrite une Communion de saint Jérôme de Lucio Massari.
- La neuvième chapelle abrite un Baptême de Jésus, la Naissance et la Mort de Saint Jean- Baptiste par Giacomo Cavedone[1].

## Images

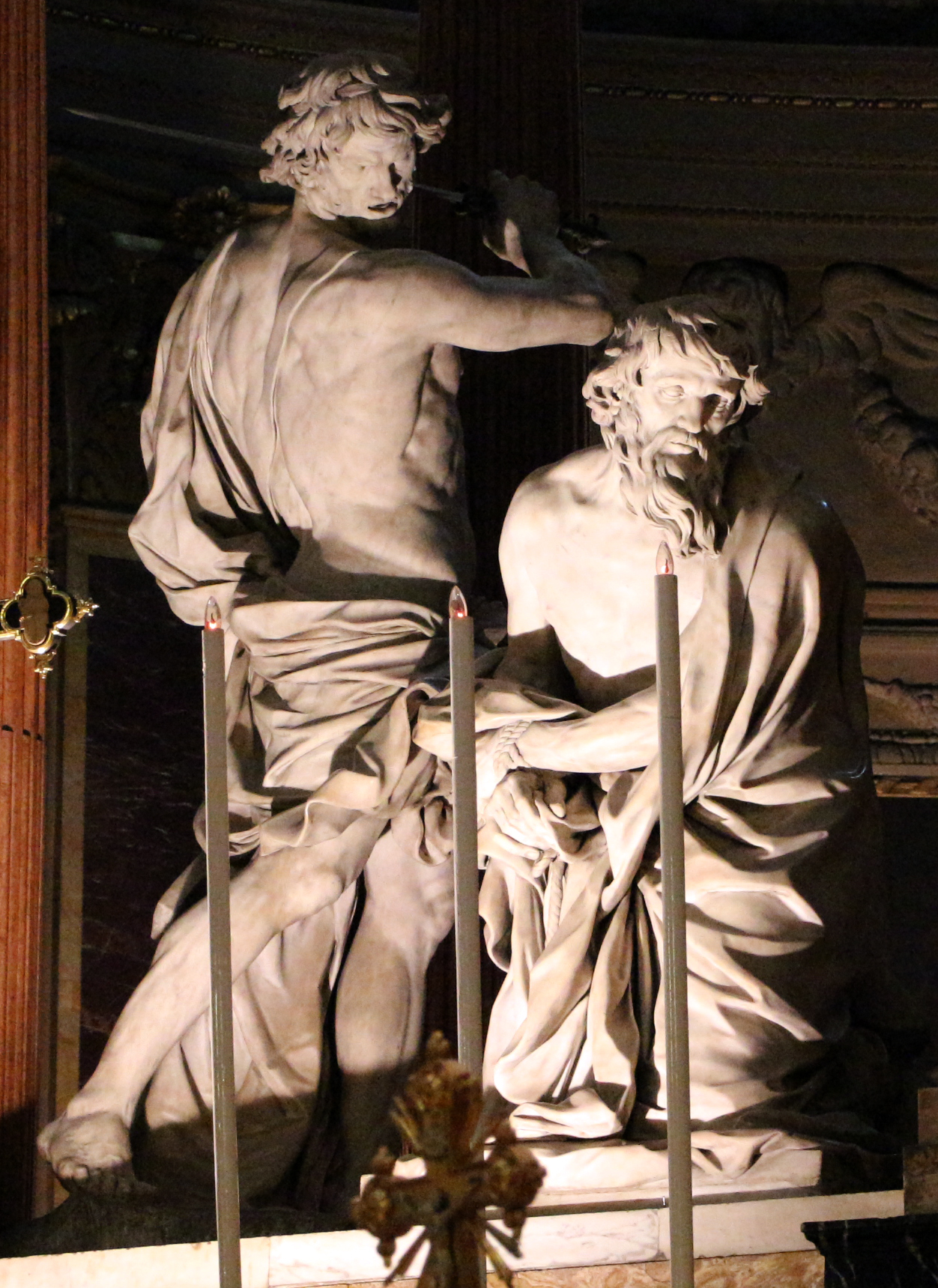
Décapitation de saint Paul par Algardi
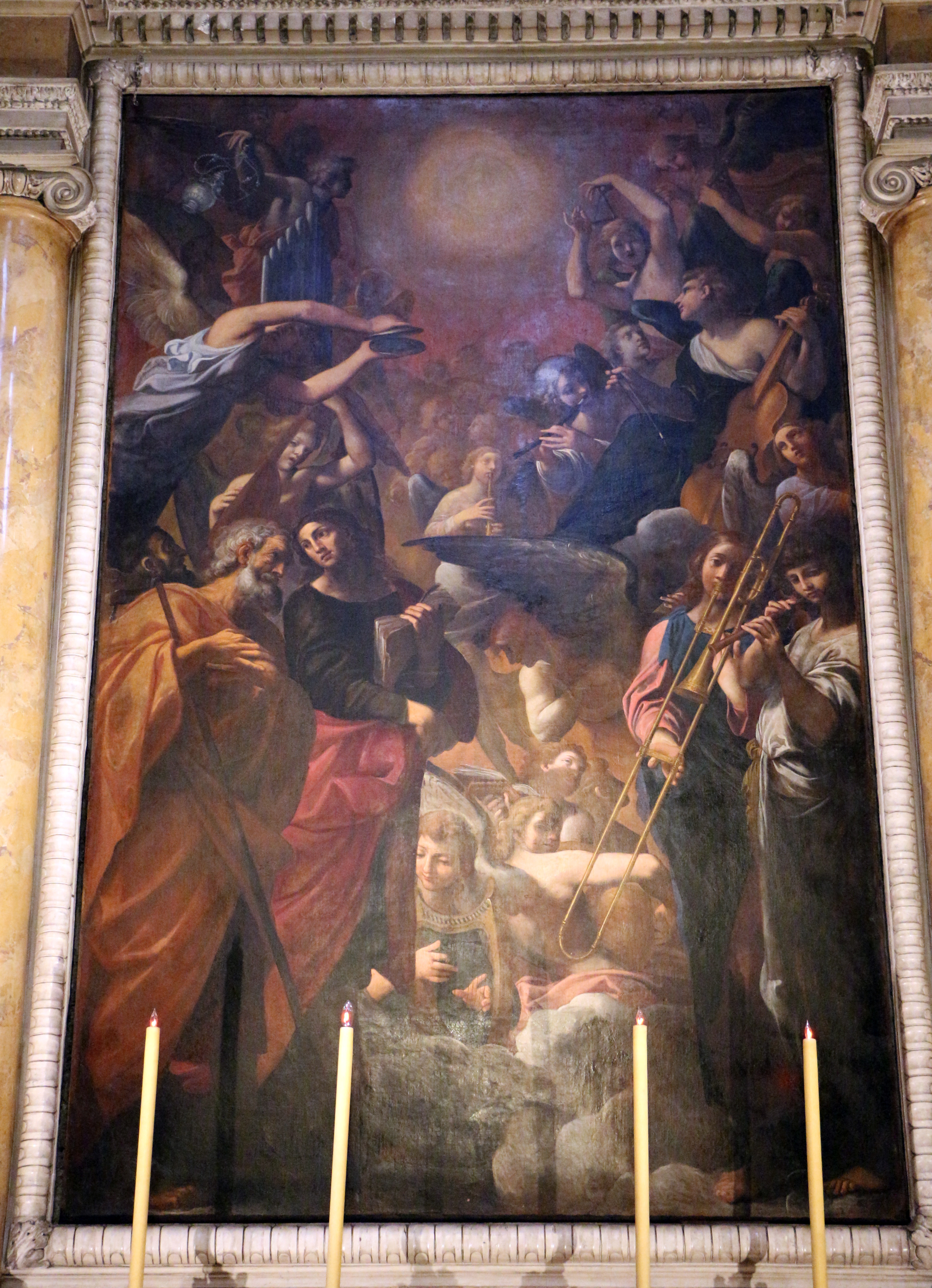
Le Paradis de Carrache
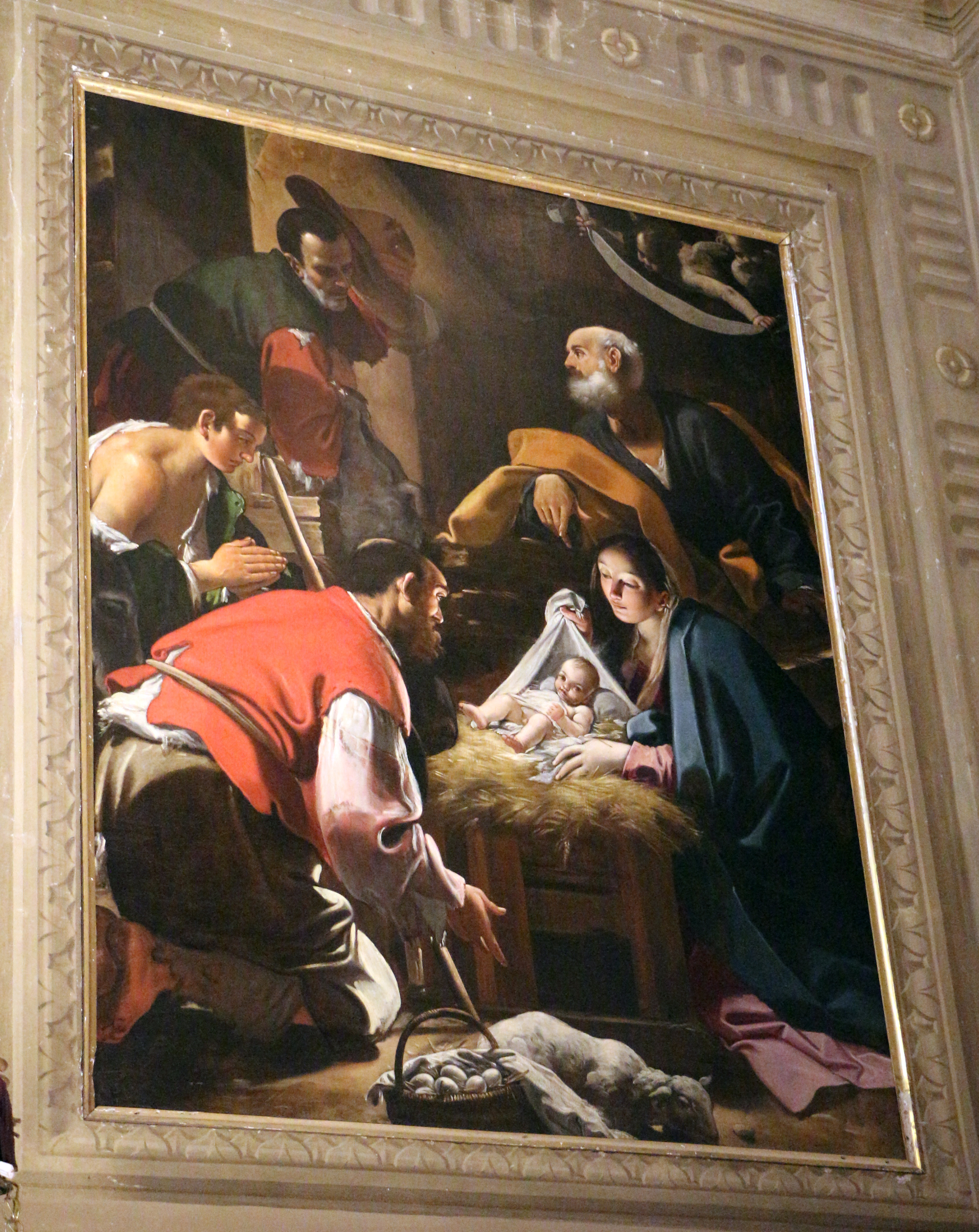
L'Adoration des bergers de Cavedoni